# Juan Zárate
Juan Zárate Iglesias (Mendoza, 4 de septiembre de 1922-Santiago, 26 de agosto de 1996) fue un futbolista argentino que ocupaba la posición de delantero.

## Trayectoria
Inició jugando en Chile en 1944 en el club Green Cross, donde fue campeón nacional en 1945 y goleador aquella temporada junto a Ubaldo Cruche de Universidad de Chile y Hugo Giorgi de Audax Italiano, los tres marcaron 17 goles.
En 1947 jugó en Audax Italiano, y bajo la dirección técnica de Salvador Ruso Nocetti logró el campeonato nacional de 1948. Además Zárate vuelve a ser el goleador del torneo con 22 anotaciones.
En el fútbol de Chile jugó 156 partidos, marcando 104 goles, siendo el máximo goleador en dos oportunidades.

## Clubes

### Como jugador
| Club                    | País      | Año       |
| ----------------------- | --------- | --------- |
| Nacional-Vélez-Pacífico | Argentina | 1944      |
| Green Cross             | Chile     | 1945-1946 |
| Audax Italiano          | Chile     | 1947-1950 |
| Santiago Wanderers      | Chile     | 1951      |
| Unión Española          | Chile     | 1952-1954 |
| Ferrobádminton          | Chile     | 1955-1957 |

### Como entrenador
| Club     | País  | Año  |
| -------- | ----- | ---- |
| Cobresal | Chile | 1979 |
| Cobresal | Chile | 1980 |

## Palmarés

### Títulos nacionales
| Título           | Club           | País  | Año  |
| ---------------- | -------------- | ----- | ---- |
| Primera División | Green Cross    | Chile | 1945 |
| Primera División | Audax Italiano | Chile | 1948 |

### Distinciones individuales
| Distinción                               | Año  |
| ---------------------------------------- | ---- |
| Goleador del campeonato Primera División | 1945 |
| Goleador del campeonato Primera División | 1948 |